# Bukó viharmadárfélék

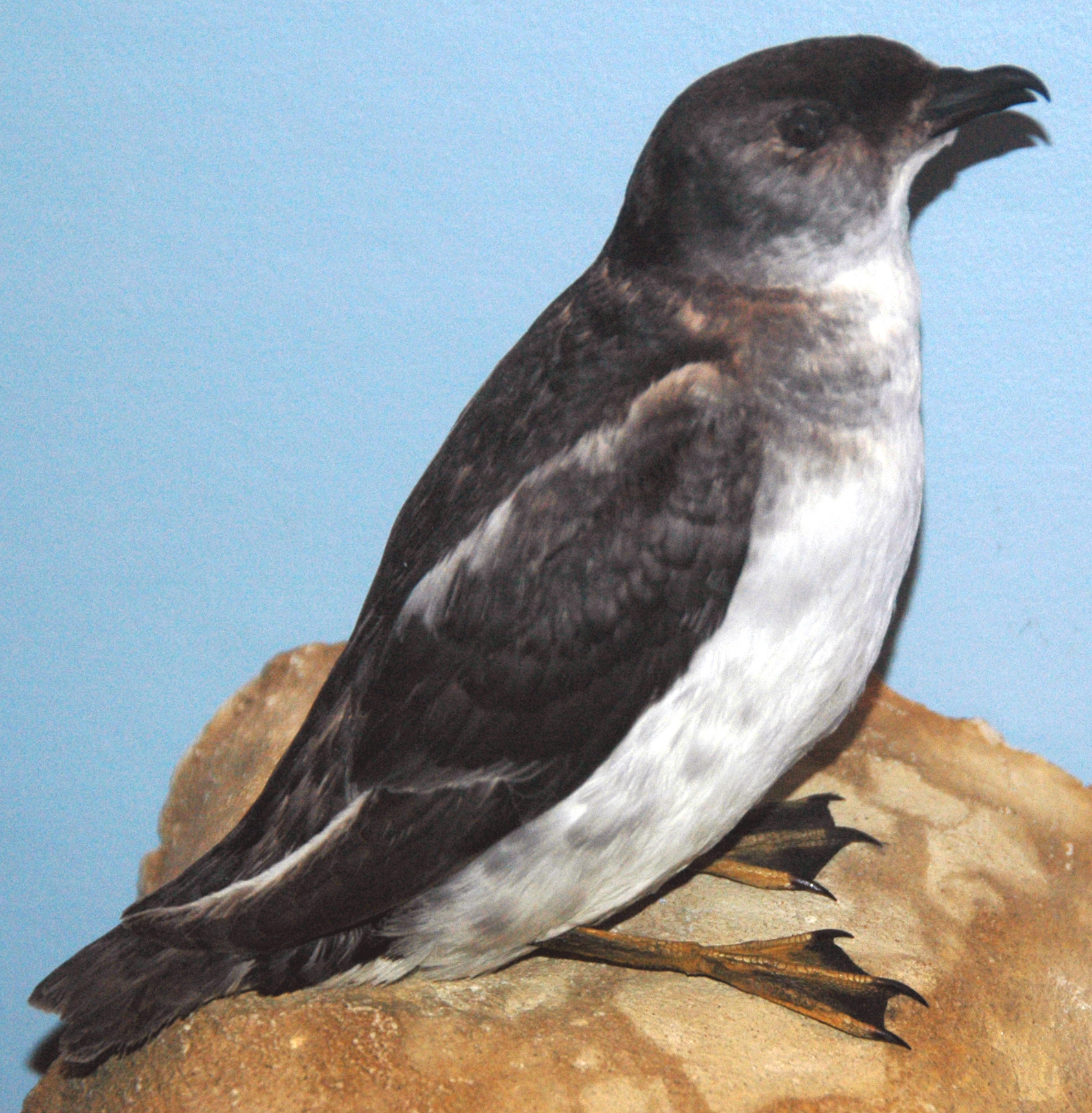
Pelecanoides georgicus

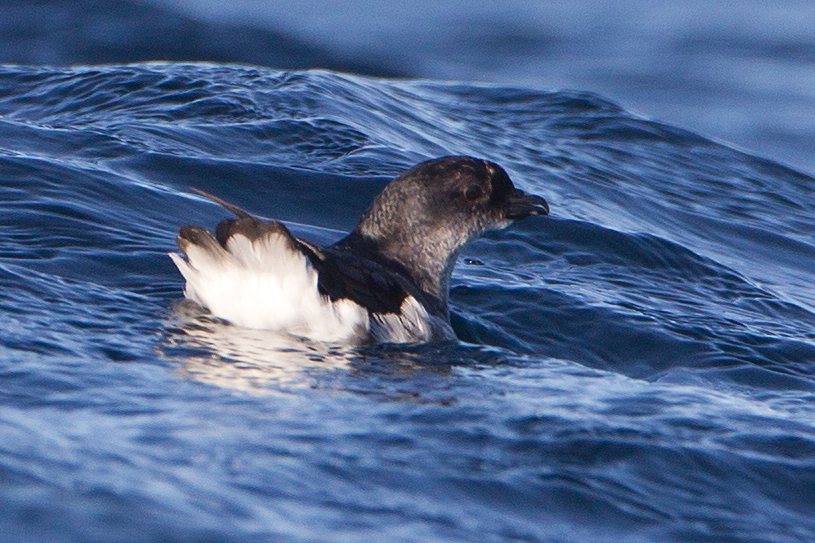
Pelecanoides urinatrix

A bukó viharmadárfélék (Pelecanoididae) a madarak (Aves) osztályába és a viharmadár-alakúak (Procellariiformes) rendjébe tartozó család, melyben csak 1 madárnem és 4 élő faj van.

## Előfordulásuk
A Déli-óceánon, Peru és Chile területén fordulnak elő. A tűzföldi bukóhojsza és a barnahátú bukóhojsza mindig a tengerpart közelében élénk, míg a másik két faj a nyílt vízen.

## Megjelenésük
Testhosszuk 18–25 centiméter, szárnyfesztávolságuk 30–38 centiméter, testsúlyuk 86–185 gramm. Kisméretű madarak, rövid csőrrel és lábakkal. Tollazatuk szürke, barna és fehér.

## Életmódjuk
A szárazföldre csak éjszaka mennek, nappal a vízen vannak. Táplálékuk rákokból és kis halakból áll. A hullámok fölött röpködnek, mielőtt a vízbe bukjanak. Táplálékukat búvárkodással szerzik, nagy mélységekbe is le tudnak menni és néhány percig a víz alatt tudnak maradni.

## Szaporodásuk
Több ezer páros telepekben fészkelnek tengerpartokon. Fészekaljuk 1 tojásból áll, melyen a szülők 7–8 hétig kotlanak.

## Rendszertani besorolásuk és kifejlődésük
A viharmadár-alakúak körében végzett egyes fejlődéstörténeti kutatások szerint, a bukó viharmadárfélék nem alkotnak külön családot, hanem részei a viharmadárfélék (Procellariidae) családjának. Emiatt a közeljövőben átrendezés történhet.
E tengeri madarak kifejlődését és rendszerezését ezidáig, csak nagyon keveset tanulmányozták. A történelem során több állományt is külön fajként írtak le, bár meglehet, hogy többségük - néhány kivétellel -, csak alfajok lehetnek. A történelem előtti ősmaradványok, csak töredékesen kerülnek elő. Nemrég a legősibb képviselő a Pelecanoides cymatotrypetes volt; ezt az ősmadarat a dél-afrikai köztársasági Langebaanwegnál találták meg, és körülbelül a kora pliocén korszakban élhetett. Habár ez a fosszilis madár igen közeli rokona lehetett a mai fajoknak, manapság Afrika déli vizein nem élnek bukó viharmadárfélék.
2007-ben Új-Zélandon rábukkantak egy felkarcsontra (humerus); ez a csont az úgynevezett Pelecanoides miokuakához tartozott, mely körülbelül a kora és középső miocén korszakokban élhetett. Az eddigi kutatások szerint az összes ma élő madarak közül, ez a fosszilis madár a bukó viharmadárfélékhez hasonlít a legjobban, bár az új jellegű megjelenése kevésbé meghatározott.

## Rendszerezés
A családba az alábbi 1 madárnem és 4 élő faj tartozik:
- Pelecanoides Lacépède, 1799 – 4 faj
  - perui bukóhojsza (Pelecanoides garnotii) (Lesson, 1828)[5]
  - szürkehátú bukóhojsza vagy déli-georgiai bukóhojsza (Pelecanoides georgicus) Murphy & Harper, 1916[6]
  - tűzföldi bukóhojsza (Pelecanoides magellani) Mathews, 1912[7]
  - barnahátú bukóhojsza (Pelecanoides urinatrix) (Gmelin, 1789)[8]

### Fordítás
- Ez a szócikk részben vagy egészben  a   Diving petrel című angol Wikipédia-szócikk ezen változatának fordításán alapul.  Az eredeti cikk szerkesztőit annak laptörténete sorolja fel. Ez a jelzés csupán a megfogalmazás eredetét és a szerzői jogokat jelzi, nem szolgál a cikkben szereplő információk forrásmegjelöléseként.